# Desná (Chernígov)
Desná (ucraniano: Десна́) es un sélyshche de Ucrania perteneciente al raión de Chernígov de la óblast de Chernígov.
En 2022, la localidad tenía una población de 7297 habitantes. Es sede de un municipio que incluye doce pueblos que añaden otros dos mil habitantes a la población: Bir, Výpovziv, Karpýlivka, Kosachivka, Koropye, Loshakova Huta, Lutava, Mórivsk, Otrojý, Rudnia, Sorokoshychi y Tuzhar.
Tiene origen militar, ya que fue fundado por la Unión Soviética como asentamiento de apoyo a una unidad militar que en 1959 se había trasladado de Bila Tserkva a Výpovziv (actualmente una pedanía de Desná, aunque en la práctica Desná y Výpovziv forman una conurbación). La localidad de Desná fue fundada en 1960 como asentamiento de tipo urbano. El actual municipio se formó en 2015 mediante la fusión del ayuntamiento urbano de Desná (que hasta entonces no tenía pedanías) con los consejos rurales de Koropye, Kosachivka y Mórivsk, a los que se añadió el consejo rural de Karpýlivka en 2018. Hasta 2020, toda esta zona formaba parte del raión de Kozélets.
Se ubica sobre la carretera R69, a medio camino entre Chernígov y Kiev, junto al límite con la óblast de Kiev. Al este de la localidad fluye el río homónimo, que la separa de Oster, ubicada unos 5 km al este.